# Éva Gatouil
Pour les articles homonymes, voir Dax (homonymie).
Pierre Dax, Jean Kervall
Ne doit pas être confondu avec Pierre Dac.
Éva Gatouil, aussi connue sous les pseudonymes de Pierre Dax et Jean Kervall, née le 13 novembre 1858 à Cholet et morte le 6 novembre 1940 à Murat, est une romancière et dramaturge française.

## Biographie
Éva Gatouil est née à Cholet, de Pierre Gatouil, fabricant, et Jeanne Meyniel. À partir de 1891, elle publie des articles et des nouvelles dans les journaux, en particulier dans la presse enfantine,,. La même année paraît son premier récit, Georges et Valentine.
Au tournant du XXe siècle, elle prend pour nom de plume Jean Kervall, puis celui de Pierre Dax,, le second étant peut-être réservé à la publications d'ouvrages destinés à un public moins « familial ». Elle écrit de nombreux romans, dont certains paraissent sous forme de feuilletons dans la presse. Dans son essai Romans à lire et romans à proscrire, sorte d'Index personnel publié à partir de 1904, l'abbé Louis Bethléem la décrit comme un « auteur de nombreux romans, appartenant à diverses nuances au point de vue moral » et ne recommande pas la lecture de certains de ses écrits.
Elle meurt en 1940 à Murat où elle était installée.

### Romans

#### Sous le nom d'Éva Gatouil
- 1891 : Georges et Valentine, Rouen, Mégard
- 1892 : Claude Portal, Rouen, Mégard
- 1892 : Yamina, Rouen, Mégard
- 1893 : Aimé pour son bon cœur. Les jeudis de Jean et de Germaine, Paris, Librairies-imprimeries réunies
- 1894 : Le Drame de Massiac (aussi titré Coup de feu et Silence[9]), Paris, Bibliothèque moderne ; publié en feuilleton sous le nom de Pierre Dax en 1900 dans le journal féministe La Fronde[10]
- 1895 : Chez grand-père…, Paris, Firmin-Didot

#### Sous le nom de Jean Kervall
- 1895 : L'Intime d'un cœur, publié en feuilleton dans La Semaine des familles
- 1896 : Nique et Paul, Paris, Librairies-imprimeries réunies
- 1897 : Le Petit André…, Paris, L.-H. May
- 1899 : Les Prouesses de Dominique, Paris, Société française d'imprimerie et de librairie
- 1900 : Au pays des légendes, Paris, A. Taffin-Lefort

#### Sous le nom de Pierre Dax
- 1897 : Mariée sans amour, Péronne, Marcel Poullin ; aussi publié en feuilleton dans La Fronde[10]
- vers 1898 : Vengeance de lionne
- 1898 : La Sœur du mort, publié en feuilleton dans La Fronde[11],[12]
- avant 1900 : L’Enfant de la séquestrée, publié en feuilleton dans La Fronde[10]
- 1900 : L'Empoisonneuse de Mâchecoul, Péronne, publié en feuilleton dans La Fronde[10]
- vers 1900 : Pauv' Gosse
- avant 1905 : Amour et Préjugé ; Les épreuves de Michelle ; La Bague de fiançailles ; Mon oncle de Chamirol ; Le Roman d’une laide[7]
- vers 1905 : Le Roman du peintre
- 1905 : L’Institutrice des Riaux, publié en feuilleton dans La Tribune de l'Aube[13]
- 1906 : L’Homme au masque, publié en feuilleton dans La Tribune de l'Aube[13]
- 1908 : Le Secret d'Armande, publié en feuilleton dans La Dépêche d'Eure-et-Loir[14]
- 1914 : Le Secret du prisonnier, publié en feuilleton dans L'Ouest-Éclair[15]
- 1917 : Les Yeux de velours, Montréal, coll. « La Bibliothèque des grands romans »[16]
- 1919 : Sans asile !, Montréal, La Revue Populaire[17] Lire sur Wikisource
- 1925 : Tour carrée, Paris, éditions de la Mode nationale

### Œuvres de théâtre
- Madame reçoit, comédie en un acte à cinq ou six personnages ; Les Projets de Louisette : monologue en un acte, Neuchâtel, Attinger frères, 1893, 32 p.[18]
- L'Affaire de Royat, pièce en 6 actes et 7 tableaux, représentée en 1905 au casino municipal d'Issoire[19]
- Le Contremaître, drame en 6 actes, représenté pour la première fois en 1906 au casino de Vic-sur-Cère[20]

## Sources
- Louis Bethléem (abbé), Romans à lire et romans à proscrire. Essais de classification au point de vue moral des principaux romans et romanciers (1500-1932), Ligaran, rééd. mise à jour 2015 (édition 1932) (lire en ligne)
- Han Ryner, Le Massacre des Amazones, Paris, Chamuel, 2015, 95 p. (lire en ligne)
- Portraits d'Éva Gatouil, collection Laruelle, BnF, Département des estampes et de la photographie